# استیو تریتشو
استیو تریتشو (انگلیسی: Steve Trittschuh؛ زادهٔ ۲۴ آوریل ۱۹۶۵) بازیکن سابق و مربی فوتبال اهل ایالات متحده آمریکا است.
از باشگاه‌هایی که در آن بازی کرده‌است می‌توان به باشگاه فوتبال اسپارتا پراگ، باشگاه فوتبال کلرادو رپیدز، و باشگاه فوتبال مونترال اشاره کرد.
وی همچنین در تیم ملی فوتبال ایالات متحده آمریکا بازی کرده‌است.